# Orchestra Castellina
L'Orchestra Castellina è un gruppo musicale che esegue musica da ballo, liscio e sudamericano, e fonda le sue origini sul marchio brevettato come primo deposito dal fondatore dell'orchestra Castellina-Pasi, il fisarmonicista Roberto Giraldi. Questo marchio è attualmente registrato da Massimo Castellina presso l'Ufficio Italiano dei Marchi e Brevetti.
L'Orchestra Castellina nasce nel 2003 ad Asti in Piemonte debuttando con due compilation, L'organetto della strada e Disco d'oro, sotto l'etichetta Fonola Dischi ed appare per la prima volta in televisione nel marzo 2004 sul canale Serenissima TV. Nel Giugno 2004 registra i suoi primi 14 videoclip, poi distribuiti su una VHS ed un DVD dal titolo "Disco d'oro" con le Edizioni Caramba. La guida artistica fin dall'inizio è Massimo Castellina alla fisarmonica.
Tale orchestra è ben distinta dall'Orchestra Castellina-Pasi